# بازوی راست
ذِراع‌الاَیمَن (بازوی راست) یا آلفا قیفاووس یک ستاره است که در صورت فلکی قیفاووس قرار دارد.
نام ذراع‌الایمن در لاتین به شکل Alderamin درآمده‌است.